# Christ Church Greyfriars
La iglesia de Cristo de Greyfriars (Christ Church Greyfriars o Christ Church Newgate Street) fue una iglesia situada en Newgate Street, frente a la Catedral de San Pablo en la ciudad de Londres. Establecida como una iglesia monástica en el siglo XIII, se convirtió en una iglesia parroquial después de la disolución de los monasterios. Tras su destrucción en el Gran Incendio de Londres (1666) fue reconstruida, bajo el diseño de Sir Christopher Wren. A excepción de la torre, la iglesia fue destruida en gran medida por los bombardeos durante la Segunda Guerra Mundial. Las ruinas son ahora un jardín público.

## Historia
Christ Church Greyfriars tuvo su origen en la iglesia conventual de un monasterio franciscano, el nombre Greyfriars es una referencia a los hábitos grises usados por los frailes franciscanos. La primera iglesia en el sitio fue construida a mediados del siglo XIII, pero pronto fue reemplazada por un edificio mucho más grande, comenzó en la década de 1290 y terminó en aproximadamente 1360. Esta nueva iglesia fue la segunda más grande en el Londres medieval, midiendo 300 pies (91 m) de largo y 89 pies (27 m) de ancho, con al menos once altares. Fue construido en parte a expensas de Margarita de Francia, segunda esposa del rey Eduardo I de Inglaterra. Fue enterrada en la iglesia, al igual que Isabel, viuda de Eduardo II. El corazón de Leonor de Provenza, esposa de Enrique III, también fue enterrado allí.
El monasterio se disolvió en 1538 durante la Reforma inglesa. El edificio sufrió graves daños en este período. Finalmente la iglesia medieval fue destruida por el Gran Incendio de Londres en septiembre de 1666.
La reconstrucción fue asignada a C. Wren, quien supervisó un programa de décadas que reconstruyó la catedral de San Pablo y aproximadamente 50 iglesias parroquiales en la zona de incendios. Para ahorrar tiempo y dinero, los cimientos de la iglesia gótica se reutilizaron parcialmente. La nueva iglesia y torre (sin campanario) se completaron en 1687. Más pequeño que la estructura gótica, el edificio medía 114 pies (35 m) de largo y 81 pies (25 m) de ancho, ocupando solo el extremo oriental del sitio de la iglesia medieval, y la parte occidental se convirtió en su cementerio.
La torre, que se elevaba desde el extremo oeste de la iglesia, tenía una simple entrada principal de arco redondo y, arriba, ventanas decoradas con frontones neoclásicos. Grandes piñas talladas, símbolos de bienvenida, adornaban las cuatro esquinas del techo de la estructura principal de la iglesia. 
El interior estaba dividido en naves y pasillos por columnas corintias, levantadas sobre altos zócalos para que sus bases estuvieran niveladas con los pisos de la galería. Los pasillos tenían techos planos, mientras que la nave tenía una bóveda cruzada poco profunda. Las paredes norte y sur tenían grandes ventanas de cristal transparente con arcos redondos, que permitían un interior bien iluminado. El campanario, de unos 160 pies (49 m) de altura, se terminó en 1704. Tiene tres plantas decrecientes, de planta cuadrada, la del medio con una columnata jónica independiente.
En el transcurso del tiempo se hicieron modificaciones significativas. En 1760, se construyó una casa de sacristía contra el lado sur de la fachada y parte del muro sur de la iglesia. La iglesia funcionaba como un importante centro de la sociedad y la música de la ciudad de Londres. 

### Destrucción y posguerra
La iglesia fue severamente dañada el 29 de diciembre de 1940 durante uno de los ataques aéreos más feroces de la Segunda Guerra Mundial sobre Londres. El techo y la bóveda se derrumbaron en la nave; la torre y las cuatro paredes principales, hechas de piedra, permanecieron en pie, pero estaban marcadas por el humo y gravemente debilitadas. Gran parte del vecindario circundante también se incendió.
En 1949, en una reorganización de las parroquias de la Iglesia de Inglaterra, las autoridades decidieron no reconstruir la Iglesia de Cristo. Los restos de la iglesia fueron catalogados como Grado I el 4 de enero de 1950. En 1954, la parroquia de la Iglesia de Cristo se fusionó con la del cercano St Sepulchre-without-Newgate.
El campanario, que sigue en pie después del daño de la guerra, se desmontó en 1960 y se volvió a armar utilizando métodos de construcción modernos. La parte inferior sobreviviente del muro sur y todo el muro este fueron demolidas en 1962 para dar paso a una ampliación de King Edward Street. En 1981, se construyeron oficinas de ladrillo neogeorgianas contra la esquina suroeste de las ruinas, en imitación de la casa de sacristía de 1760 que había estado allí. En 1989, la antigua área de la nave se convirtió en un jardín público y un monumento conmemorativo. La torre es propiedad privada.
En 2002, la firma financiera Merrill Lynch completó un complejo de oficinas centrales regionales en terrenos colindantes al norte y al oeste. En conjunción con ese proyecto, el sitio de la Iglesia de Cristo se sometió a una importante renovación y examen arqueológico. El cementerio fue arreglado y sus barandas metálicas restauradas. En 2006, se completó el trabajo con la torre.
En 2005 este lugar y St Dunstan-in-the-East fueron utilizados como localización de un videoclip del tema Locus iste del grupo coral Libera.